# Шатиров, Сергей Владимирович
Сергей Владимирович Шатиров (24 февраля 1949, Тбилиси) — член Совета Федерации Федерального Собрания РФ (2001—2018), заместитель председателя Комитета Совета Федерации по экономической политике, представитель от исполнительного органа государственной власти Кемеровской области. Известен также как один из энтузиастов поиска снежного человека — йети в Горной Шории, на юге Кузбасса.

## Биография
Родился 24 февраля 1949 в Тбилиси в семье главного инженера радиозавода — одного из основателей советской радиоэлектроники. Детство и юность провёл в Грузии. Отец умер, когда Сергей был десятиклассником. Сразу после школы пошёл в экспериментальный цех НИИ рабочим-фрезеровщиком, вскоре овладел координатно-расточным станком, немного поработал конструктором-деталировщиком. Затем уехал в Москву.
Окончил Московский горный институт (сегодня – Горный институт НИТУ «МИСиС») по специальности горный инженер-строитель. Во время учёбы начал заниматься научной деятельностью, работал на кафедре, производственную практику проходил в Воркуте. За время учёбы в институте заработал полтора года подземного стажа. Получил квалификацию проходчика пятого разряда. После института распределился в объединение «Воркутауголь». Первая шахта, на которую попал Шатиров, «Юнь-Яга» добывала одну из лучших марок кокса. Там успел застать гвардию бригадиров-коренников углепрома, учителями Шатирова были легендарные бригадиры Демиденко, Губарьков, Пономарёв. Начал трудовую деятельность горным мастером, вскоре стал заместителем начальника участка, потом — начальником. Шесть лет работал на угольных предприятиях Печорского бассейна (шахты «Юнь-Яга» и «Октябрьская»).
С 1978 — инспектор центрального аппарата Госгортехнадзора СССР, главный технолог. Азы рыночной экономики осваивал на посту заместителя гендиректора треста «Арктикуголь» (архипелаг Шпицберген), где занимался угольными предприятиями «Баренцбург» и «Пирамида». Отвечал и за внешнеэкономическую и коммерческую деятельность, сбыт угля в СССР и за рубежом. Участвовал в создании первого совместного предприятия с Норвегией. Занимался диверсификацией деятельности на Шпицбергене: добычей морских водорослей, минеральной воды, организацией туризма, изысканиями на нефть и газ.
В 1990-х возглавлял международную горную ассоциацию «Интермин», которая занималась транспортировкой угля в глобальных масштабах, проблемами мировой угольной отрасли. Там познакомился с Аманом Тулеевым, в ту пору министром РФ по сотрудничеству со странами СНГ в правительстве В.Черномырдина. С тех пор Шатирова и Тулеева связывают крепкие деловые и дружеские отношения.
В 1997 приглашён Аманом Тулеевым на должность вице-губернатора Кемеровской области, руководителя представительства областной администрации при Правительстве РФ.
27 июня 2001 назначен представителем администрации Кемеровской области в Совете Федерации РФ. Был первым заместителем председателя сенатского комитета по промышленной политике, членом Комиссии СФ по методологии реализации конституционных полномочий Совета Федерации, членом комиссии СФ по взаимодействию со Счётной палатой РФ.
В марте 2003 избран сопредседателем Союза углепромышленников Кузбасса.
Шатиров — убеждённый сторонник повышения доли угля в топливно-энергетическом балансе России.
Кандидат технических наук
Член партии «Единая Россия».

## Награды
- Орден «За заслуги перед Отечеством» IV степени
- Медали ордена «За заслуги перед Отечеством» I и II степени,
- Полный кавалер медалей «За особый вклад в развитие Кузбасса»[6][7][8]

## Семья
Женат. Имеет сына и дочь.

## Увлечения
Туризм, альпинизм, спелеология, путешествия. Ходил в горы Кавказа и Памира, поднимался на Эльбрус и на Казбек. Прошёл на байдарках все интересные реки Подмосковья, спускался в пещеры. 5-8 октября 2011 участвовал в поисках йети — снежного человека в Горной Шории, принимал участие и выступал с докладом в Таштаголе на Международной научно-практической конференции по гоминологии, организованной по инициативе Амана Тулеева. В ходе экспедиции были обнаружены признаки обитания снежного человека в Азасской пещере, а также следы гигантского двуногого существа. Независимые эксперты сочли эту историю мистификацией..